# Josef Kryslička
Josef Kryslička (14. února 1911 Rožďalovice – 1. května 1949 Liberec) byl údajným českým partyzánem, a též se deklaroval za člena odbojové organizace Obrana národa. Účastnil se tzv. druhého odboje a jeho poúnorové aktivity vyústily v politický proces s tzv. Krysličkovou teroristickou organizací.

## Životopis
Narodil se 14. února 1911 v Rožďalovicích do početné rodiny jako páté dítě ze šesti.
Dne 13. dubna 1941 se oženil s Marií Klinskou z Královéhradecka. Marie Krysličková pracovala v Severočeském konzumním družstvu v Liberci. Manželství však zůstalo bezdětné. V květnu roku 1947 se společně s manželkou přestěhovali do Liberce. Mezi jejich sousedy patřil vrchní policejní rada Josef Vodvárko a Milan Brhel se synem Janem.
Dle výpovědí svědků, synovce Jiřího Krysličky a pamětníka Jana Šolce byl Josef Kryslička výbušné povahy se sklony k násilnému jednání. V záchvatu vzteku údajně otce Jiřího Krysličky udeřil cihlou.

## Osobní kariéra
Josef Kryslička byl během základní vojenské služby pilotem u letectva. Ještě před válkou (1. října 1937) se stal četníkem. V době války (1939–1944) působil jako četnický strážmistr na stanici v Hořicích. Po druhé světové válce četnictvo zaniklo a Josef Kryslička se stal členem Sboru národní bezpečnosti a 5. května 1945 byl zařazen na stanici v Doudlebech. Od roku 1946 pak působil na bezpečnostním oddělení Okresního národního výboru (ONV) v Hradci Králové. V tomtéž roce byl zařazen jako starší strážmistr Sboru národní bezpečnosti ZOB-OZO taktéž v Hradci Králové. Nejvyšší hodnost kterou získal, byla hodnost praporčíka SNB. Měl být povýšen na poručíka, ale po únoru 1948 byl ze služby propuštěn. Po přesídlení do Liberce byl zaměstnán jako národní správce firmy Sieber, sportovní závod (ulice Frýdlantská 12).

## Jeden z partyzánů
V roce 1941, během druhé světové války byl Josef Kryslička údajně součástí odbojové skupiny Obrana národa. Jeho nadřízený byl, dle jeho vlastní výpovědi u statní bezpečnosti, kpt. pěch. Jaroslav Hamouz. V Obraně národa zastával post zpravodajské spojky.
Po válce se s četou Koblížky účastnil odzbrojování a zatýkání příslušníků německé armády. V Těchoníně pod velením nadporučíka Hýbl-Brodeckého působil v odbojové skupině Václavík a taktéž byl součástí partyzánské čety Alfa I. V letech 1947-1948 byl Kryslička jednatelem hradecké pobočky Svazu českých partyzánů. S jeho partyzánským působením se však pojí podezření z možné účasti na (promlčeném) poválečném masakru Němců v Mladkově.
Josef Kryslička, dle výpovědi Jana Šolce, chodil na veřejnosti v černém koženém kabátě, na klopě s hrdě připnutým odznakem partyzánů.

## Soudy a jejich rozsudek
V rámci tzv. retribučního zákonodárství, založeného na kontinuitě československého práva a zákona na ochranu republiky z roku 1923, byly vydány a následně realizovány tři dekrety prezidenta republiky. První ze dne 19. června 1945, č. 16/1945 Sb., o potrestání nacistických zločinců, zrádců a jejich pomahačů a o mimořádných lidových soudech (tzv. velký retribuční dekret). Dále dekret prezidenta republiky ze dne 19. června 1945, č. 17/1945 Sb., o Národním soudu, a dekret prezidenta republiky ze dne 27. října 1945, č. 138/1945 Sb., o trestání některých provinění proti národní cti (tzv. malý retribuční dekret). Z původního konceptu „malého retribučního dekretu“ vzešel podle Andrey Chrobákové Lněničkové ještě dekret ze dne 4. října 1945 č. 105/1945 Sb., o očistných komisích pro přezkoumání činnosti veřejných zaměstnanců.
Josef Kryslička byl předvolán před očistnou komisi pro veřejné zaměstnance ONV v Hradci Králové. Řízení probíhalo 1., 15. a 20. března 1947. Komisí byl obviněn, že dne 26. srpna 1942 z přílišné služební horlivosti údajně nahlásil veliteli strážnice vrchnímu strážmistru Václavu Ďoubalovi, že obchodník Čeněk Strnad z Hořic načerno ukrývá látky, přičemž zároveň oznámil, kde přesně se úkryt nacházel. Podle Josefa Bláhovce, respektive jeho protokolu sepsaného pro Státní bezpečnost, bylo prý Josefu Krysličkovi dobře známo, že Václav Ďoubal sympatizuje s okupačními silami. Německá kriminální policie následně látky v hodnotě cca 60 000 českých korun zabavila a Strnad obdržel dvouletý nepodmíněný trest.
Další obvinění Josefa Krysličky nařklo ze zneužití tísně Anny Janderové, které zatkli švagra Josefa Ornsta z Hořic. Pod záminkou udání gestapu z ní měl vymámit 20 000 korun a blíže neurčený objem potravin a dřeva. Poslední obvinění znělo tak, že Josef Kryslička namluvil manželce zatčeného Čeňka Strnada, že jej udal jistý Josef Pojkar. Zároveň od ní měl také získat látku na šaty. Na základě těchto podkladů byl Josef Kryslička shledán vinným. Díky obhajobě Jana Ptáčníka, velitele významné nekomunistické odbojové skupiny Václavík. Jemu však byl vyměřen nejnižší trest, jaký dekret č. 105/45 Sb. připouštěl. Byl potrestán důtkou a zůstal v činné službě.
Dne 24. září 1948 konalo v rámci revizí ještě hlavní přelíčení před Mimořádným lidovým soudem v Jičíně. Josef Kryslička byl rozhodnutím Mimořádného lidového soudu předchozího obvinění zproštěn, ale zároveň byl k 1. září 1948 propuštěn ze služeb Sboru národní bezpečnosti, bez uvedení konkrétního důvodu.
Pro období komunismu je signifikantní, že docházelo k vytváření politických procesů s (domnělými) odpůrci režimu, místo toho, aby byly vyšetřeny reálné a závažné kauzy. To je také příklad masakru Němců v Mladkově, jehož byl Kryslička s největší pravděpodobností součástí.

## Záhadné okolnosti úmrtí
Dne 1. května 1949 v Liberci v ulici U novostavby, při neplánované explozi trhavin, Josef Kryslička zahynul. S největší pravděpodobností se jednalo o nehodu při plánovaném odbojovém činu. Na místě bylo v době výbuchu ještě dalších osm osob. Stanislav Richter starší, Stanislav Richter mladší a Ladislav Škranc zahybuli společně s Krysličkou. Těžká zranění utrpěly Marie Müllerová a Jaroslava Richterová. Marie Richterová a Květa Růtová byly zraněny jen lehce.
Není ovšem zcela jasné, zdali Josef Kryslička při onom incidentu skutečně zemřel. Tělo nebylo možné identifikovat. Podle zápisu ve složce Státní bezpečnosti byl identifikován podle cáru kabátu a spony od kalhot. Rodinní příslušníci však tvrdí, že Krysličkova rakev při pohřbu byla prázdná.
Trhavina, měla dle informací z periodika Stráž severu, posloužit k teroristické akci v průběhu oslav 1. máje a následujících dní. Pachatelé měli posléze uprchnout do západního Německa, aby mohli dále útočit proti republice a pracujícímu lidu. Tento incident byl později nazván Krysličkovou aférou a již zemřelý Josef Kryslička byl režimem identifikován jako hlavní pachatel. Osoby, jež byly posléze s Josefem Krysličkovou spojeny, byly odsouzeny ve vykonstruovaném politickém monstrprocesu Talík a spol.